# Diganidougou
Diganidougou of Diganibougou is een gemeente (commune) in de regio Ségou in Mali. De gemeente telt 15.600 inwoners (2009).
De gemeente bestaat uit de volgende plaatsen:
- Bakaridjana
- Bélébougou-Bambara
- Bélébougou-Wèrè
- Bélékou
- Digani (hoofdplaats)
- Guéni
- Kala
- Kala-Wèrè
- Kalabougouni
- Kéffabougou
- Kourounkouna
- Kyélè
- Magnan
- N'Gounando
- N'Tobougou
- Samalé
- Santiébougou
- Sinè-Wèrè
- Sogobia
- Tombala
- Tongoly
- Wèrèba
- Zangou-Wèrè